# Limacia clavigera
Limacia, Limacia digitée
Espèce
Synonymes
- Doris clavigera (O.F.Müller, 1776)
- Euplocamus plumosus (Thompson, 1840)
- Tergipes pulcher (Johnston, 1834)[2]

Limacia clavigera (parfois simplement appelée Limacia ou Limacia digitée) est une espèce de nudibranches de la famille des Polyceridae. Ce petit mollusque au manteau blanc translucide mesure généralement 20 mm au maximum. Il se rencontre sur le littoral atlantique du Portugal à la Norvège en passant par les îles Britanniques, ainsi que dans l'ouest de la mer Méditerranée ; il a également été observé sur le littoral sud-africain, à proximité du Cap. Hermaphrodite comme tous les nudibranches, il dépose un cordon en spirale composé de milliers d’œufs desquels éclosent des larves véligères.

## Taxinomie et étymologie

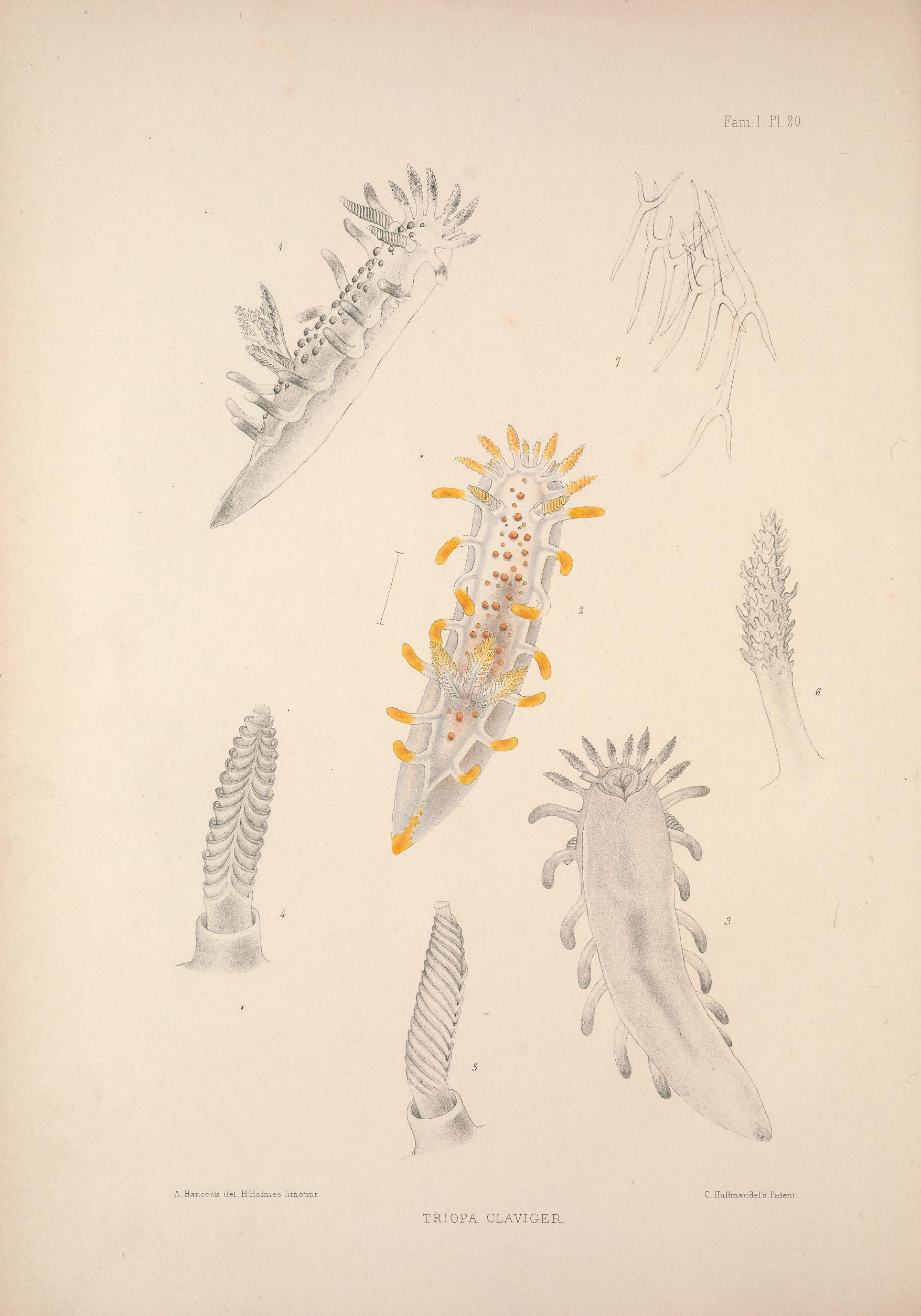
Dessin naturaliste de L. clavigera effectué en 1848.

L'espèce est vue par le zoologiste danois Otto Friedrich Müller en 1776 avec pour nom original Doris clavigera. Le nudibranche est ensuite rattaché au genre Limacia quand celui-ci est mis en place par Müller en 1781. « Limacia » vient du latin limax et signifie « limace, limaçon » ; l'épithète spécifique « clavigera » provient de la même langue et signifie « qui porte des massues », c'est-à-dire les cérates,.

## Répartition et habitat
L. clavigera est retrouvée dans les eaux de l'Atlantique Nord-Est : l'espèce est présente des côtes norvégiennes jusqu'aux côtes du Portugal ; elle est visible sur les côtes des îles Britanniques (à l'exception du sud-est de celles-ci), des Açores et des Canaries. En mer Méditerranée, le nudibranche est surtout présent dans le bassin occidental : sur les côtes marocaines, espagnoles et françaises. Des observations ont également été effectuées au Cap-Vert et en Afrique du Sud, à proximité du Cap,,.
La Limacia digitée apprécie les environnements rocheux à la faible luminosité où se développent les bryozoaires ; elle se rencontre fréquemment sous des roches ou sur les feuilles de la Posidonie de Méditerranée. Elle vit depuis la zone de balancement des marées jusqu'à environ 80 m de profondeur,.

## Description
L. clavigera est un nudibranche doridien de petite taille : son corps atteint 20 mm de longueur ; les spécimens de Méditerranée sont généralement de taille inférieure et mesurent environ 10 mm. Le corps adopte une forme générale allongée, l'avant est arrondi alors que l'arrière est effilé et se termine en pointe. Le manteau est recouvert de petites taches blanches ; les organes internes sont parfois visibles par transparence. Le manteau porte des paires de cérates translucides à leur base mais jaunes ou orange aux extrémités. Ces digitations se comptent entre 18 et 30 selon les spécimens : elles sont étroites à leur base et s'élargissent au fur et à mesure ; leur apparence est comparable à une massue. Une paire de rhinophores blancs est visible sur le haut de la tête : ces organes sensoriels portent une dizaine de lamelles jaunes sur leur partie supérieure, ils peuvent se rétracter complètement dans leur fourreau. Sur le devant du manteau, les cérates sont significativement plus petits : ils portent de petites excroissances leur donnant une apparence épineuse (ou plumeuse) et s'étendent horizontalement ; derrière les rhinophores, les cérates sont recourbés vers le centre du dos,. Le dos est recouvert de petits mamelons jaunes ; ceux-ci forment parfois une médiane dorsale. Trois à quatre panaches Branchiaux plumeux et aux extrémités jaunes sont situées sur l'arrière du dos, juste au-devant de l'anus ; ces branchies sont disposées en arc. Chez les petits spécimens, les branchies sont parfois entièrement blanches. Le pied est blanc et arrondi sur le devant ; la queue présente une épaisse ligne jaune-orangée,,.
L. clavigera peut être confondue avec d'autres nudibranches : Crimora papillata a une alimentation similaire mais présente une coloration jaune et des appendices dorsaux ramifiés. Les espèces des genres Trapania et Polycera se distinguent de L. clavigera par l'absence d'appendices en forme de massue sur le dos.

## Écologie et biologie

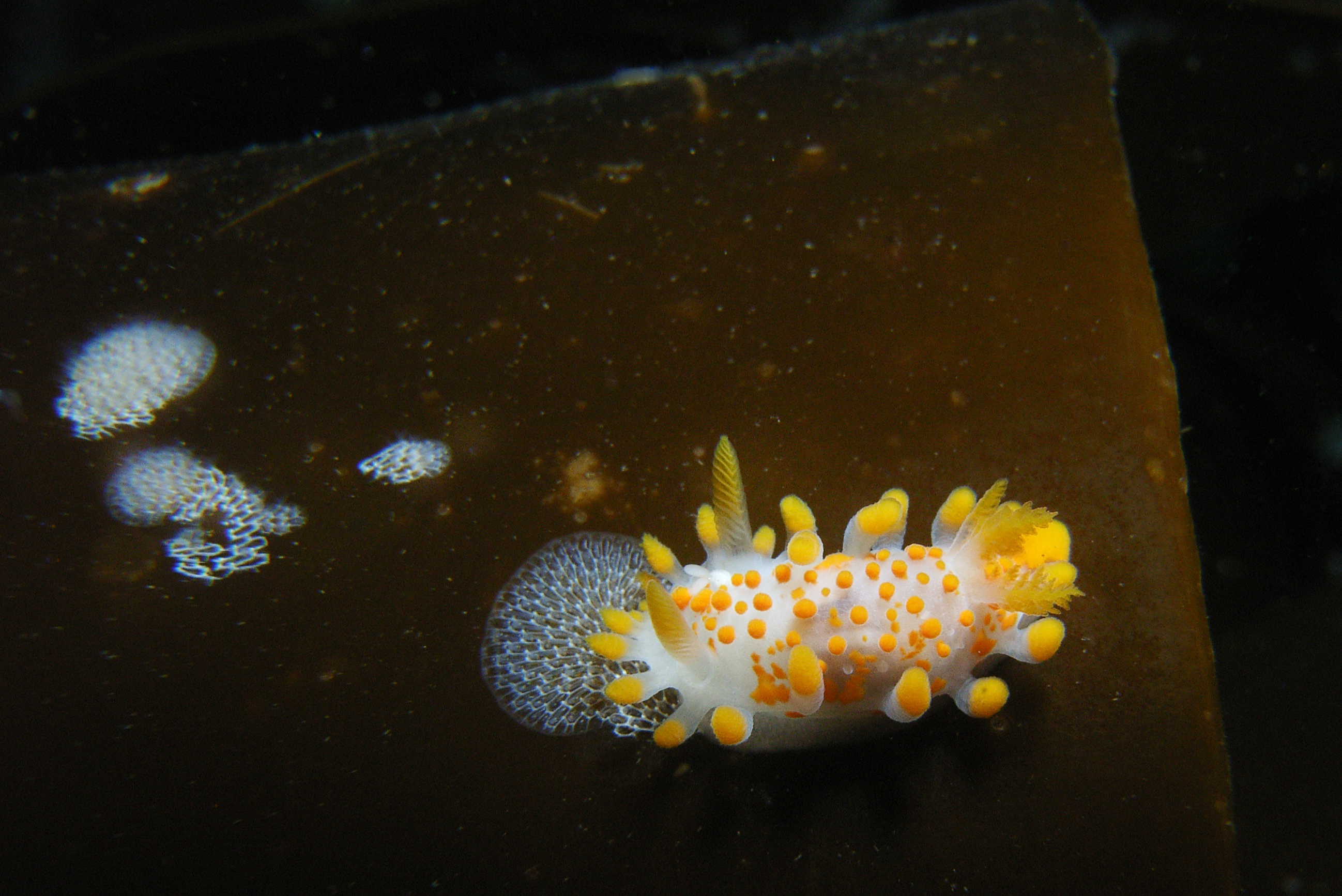
L. clavigera se nourrissant de Membranipora membranacea.

La Limacia digitée se nourrit de bryozoaires encroûtants, particulièrement Electra pilosa qui est présente sur les algues rouges et brunes. Elle se nourrit d'autres bryozoaires partageant son biotope : Aetea truncata, Caberea boryi, Celleporina hassalli, Chorizopora brongniarti, Cryptosula pallasiana, Escharella immersa, Escharina vulgaris, Pentapora foliacea, Membranipora membranacea, Microporella ciliata, Parasmittina raigii, Porella concinna, Savignella lafonti, Schismopora avicularis, Schizobrachiella sanguinea, Schizoporella unicornis, Smittina reticulata, Umbonula littoralis, ou encore des espèces des genres Reussia et Schizomavella,.
Comme les autres nudibranches, cette espèce est hermaphrodite mais la reproduction est sexuée : la ponte (ou « oothèque ») est déposée sur le substrat en une spirale d'un ou deux tours. Des larves véligères éclosent des œufs blancs. La métamorphose des larves pourrait être induite par des substances chimiques libérées par les zoïdes des bryozoaires,.
L'espèce est parasitée par des copépodes.